# Конституційні акти Західноукраїнської Народної Республіки
Конституційні акти Західноукраїнської Народної Республіки — комплекс документів, ухвалених 1918–19 Українською національною радою Західноукраїнської Народної Республіки (див. Українська національна рада ЗУНР). Це, зокрема, «Статут Української національної ради» (18 жовтня 1918), «Прокламація Української національної ради» (19 жовтня 1918), «Тимчасовий основний закон про державну самостійність українських земель колишньої Австро-Угорської монархії» (13 листопада 1918), «Про Виділ Української національної ради» (4 січня 1919) та ін.

## Статут Української національної ради
«Статут Української національної ради» визначив Українську національну раду як конституанту (колегіальний представницький орган з розроблення і прийняття конституції) «тієї частини українського народу, яка живе в Австро-Угорській монархії, на цілій етнографічній українській території», а також як законодавчий та адміністративий орган. До її складу увійшли члени Палати панів австрійської Державної ради «української народності», від Галичини та Буковини, українські посли крайових соймів та по 3 представники від політичних партій, що діяли на західноукраїнських землях. Українська національна рада «іменем українського народу Австро-Угорської монархії» мала реалізувати «його право самоозначення та рішити про державну долю всіх областей, заселених тим народом». Безпосереднє керівництво роботою цього органу покладалося на Президію (обрана 26 жовтня) у складі 9 осіб на чолі з головою Української парламентської репрезентації в австро-угорському парламенті Є.Петрушевичем.

## Прокламація Української національної ради
«Прокламація Української національної ради» проголосила українську етнографічну область Австро-Угорщини — «Східну Галичину з граничною лінією Сяну з влученням Лемківщини, північно-західну Буковину та українську полосу північно-східної Угорщини» — «одноцілою українською територією» і поклала на Українську національну раду обов'язок розроблення конституції для новоствореної держави на основах «загального, рівного, таємного і безпосереднього голосування з пропорціональним заступництвом, з правом національно-культурної автономії та з правом заступництва в правительстві для національних меншин».

## Тимчасовий основний закон
«Тимчасовий основний закон про державну самостійність українських земель бувшої австро-угорської монархії» — конституційний акт, ухвалений Укр. нац. радою. Містив 5 статей (артикулів), у яких визначалися назва й основні засади державності Західноукр. Нар. Республіки. До скликання Установчих зборів уся повнота законодавчої влади передавалася Укр. нац. раді, а виконавчої — створюваному нею 9 листоп. Державному секретаріатові Західноукраїнської Народної Республіки.
Автором проекту конституції ЗУНР був один з найближчих співробітників митрополита А.Шептицького о. Платонід Філяс (чин св. Василія Великого). Безпосередню участь у розробленні документа брали митрополит А.Шептицький, єпископи І.Коциловський та Г.Хомишин.
Закон «Про Виділ Української національної ради» встановлював, що виділ виконуватиме «функції, які звичайно входять в обсяг уповноважень президента держави». До першого складу виділу увійшли: Є.Петрушевич (президент), Л.Бачинський, С.Вітик, А.Горбачевський, Г.Дувірняк, М.Новаковський, Т.Окуневський, О.Попович, А.Шмигельський, о. С.Юрик, секретарі: д-р С.Витвицький, С.Силецький, О.Устимович.
Закон про внесення змін до Статуту Української національної ради покладав поточну роботу виділу на Президію Ради у складі президента Є.Петрушевича, чотирьох його заст., двох секретарів та заст. секретаря. Одночасно було ухвалено закон про недоторканність членів Укр. нац. ради.
Ще один конституційний документ — «Передвступний договір» про злуку двох частин України в «одне державне тіло» (підписано 1 груд. 1918, ратифіковано Укр. нац. радою 3 січ. 1919) — оголошував, що ЗУНР та Українська Народна Республіка заявили про свої наміри створити єдину д-ву; ЗУНР зберігала права «територіальної автономії». Фактично «соборна» УНР була конфедеративним об'єднанням: ЗУНР зберегла свої органи законодавчої та виконавчої влади, сферу й обсяг їх компетенції.
На сесії, яка тривала 25 берез. — 15 квіт. 1919, Укр. нац. рада ухвалила закон про утворення повноцінного легітимного законодавчого органу для ЗУНР — сойму, який мав замінити Укр. нац. раду після виборів, призначених на черв. 1919. До новообраного парламенту мали увійти 226 осіб, у тому числі 160 українців, 33 поляки, 27 євреїв, 6 німців — відповідно до нац. складу нас. Східної Галичини. Вибори до сойму повинні були проводитися на засадах заг., рівного, безпосереднього, таємного та пропорційного виборчого права, що надавалося: активне (право обирати) — з 20-річного, пасивне (право бути обраним) — з 28-річного віку. Нац. громади мали 23 нац. виборчих округи виключно для громадян даної національності. 14 квіт. 1919 був ухвалений відповідний виборчий закон.
15 лют. 1919 ухвалено закон «Про державну мову». Він проголошував держ. статус української мови, її мали вживати у внутр. і зовн. управлінні «всі державні власті і уряди, публічні інституції та державні підприємства». Водночас нац. меншини мали «свободу уживати як усно, так і в письмі їхню рідну мову в зносинах з державними властями і урядами, публічними інституціями та державними підприємствами».
20 квітня 1919 Українська національна рада ухвалила закон про громадянство, який визнавав усіх громадян Західної області Української Народної Республіки громадянами Української Народної Республіки, а всіх громадян УНР — громадянами ЗОУНР (окремого громадянства ЗОУНР не встановлювалося).
24 трав. Виділ Укр. нац. ради та Рада держ. секретарів ухвалили закон про передачу повноти влади в ЗОУНР держ. секретарям О.Бурачинському, М.Мартинцеву, а також «в разі потреби» — А.Артимовичу, М.Казаневичу, В.Паненкові, М. М. Лозинському. Цим особам надавалося право «заступати правительство Західної Області Української Народної Республіки, діяти від імені цього правительства і справляти урядові правні акти».
9 черв. 1919, за умов військ. поразки та держ. розвалу Зх. Області, Президія Виділу Укр. нац. ради та Держ. секретаріат ухвалили рішення «надати право виконувати всю військову і цивільну владу, яку виконував досі на основі конституції Виділ Української Національної Ради і Державний Секретаріат, уповновласненому Диктаторові Євгену Петрушевичу». Для втілення в життя покладених на нього функцій диктатор ЗОУНР утворив інститут уповноважених, які в практичній роботі керувалися виключно його вказівками. Уповноваженими були призначені С.Голубович (внутр. справи), С.Витвицький (закордонні справи), ген. В.Курманович (оборона д-ви), І.Мирон (транспортні справи); ген.-поручник О.Греков став начальним вождем Української Галицької армії.
У серед. лип. 1919 залишки УГА перейшли р. Збруч (прит. Дністра) і з'єдналися з військами Директорії УНР. ЗУНР припинила своє існування de-facto. Є.Петрушевич у супроводі найближчого оточення перебрався на тер. Румунії, звідки виїхав до Відня. Там він організував новий закордонний центр Західноукр. Нар. Республіки (назва «Західна Область Української Народної Республіки» була відкинута).